# De Gest
De Gest is een buurtschap op Wieringen in de gemeente Hollands Kroon in de Nederlandse provincie Noord-Holland. De naam van de plaats (ook wel zonder 'De' geschreven, dus Gest) is ontleend aan de geestgronden achter de duinen.
De Gest ligt net ten westen van Den Oever, formeel valt het onder die plaats. De Gest ontstond na de 14e eeuw, toen de oevers van het eiland Wieringen geleidelijk verschoven. Een van de eerste bewoonde plekken die toen ontstonden in wat bekend is als Oud-Gest is inmiddels geheel opgeslokt. De Gest ontstond nadat Oud-Gest wat onbewoonbaarder werd en men iets meer landinwaarts moest gaan. Later werd Oud-Gest weer bewoonbaar, maar ook De Gest bleef bewoond. De Gest kende voor de bebouwing in de 20e eeuw een iets groter aantal inwoners dan Oud-Gest. In 1840 had het 75 inwoners tegen 25 inwoners in Oud-Gest.
Tot 31 december 2011 behoorde De Gest tot de gemeente Wieringen die per 1 januari 2012 in een gemeentelijke herindeling een deel werd van de gemeente Hollands Kroon.
Dorpen en gehuchten: Anna Paulowna · Barsingerhorn · Breezand · Den Oever · Haringhuizen · Hippolytushoef · De Haukes · Kleine Sluis · Kolhorn · Kreil · Kreileroord · Lutjewinkel · Middenmeer · Moerbeek · Nieuwe Niedorp · Nieuwesluis · Oosterklief · Oosterland · Oude Niedorp · Slootdorp · Smerp · Stroe · De Strook · Terdiek · Tolke (deels) · Van Ewijcksluis · Vatrop · 't Veld · Verlaat (deels) · Westerklief · Westerland · Wieringerwaard · Wieringerwerf · Winkel · Zijdewind

Buurtschappen: Blokhuizen · Dam · De Belt · De Bomen · De Elft · Emaus · Gelderse Buurt · De Gest · Groetpolder · Hanedoes · De Heid · De Hoelm · Hogebieren · Hollebalg · De Kampen · Langereis (deels) · De Leijen · Lutjekolhorn · Mientbrug · Noord-Stroe · Noordburen · Noorderbuurt · De Normer · Poolland · Spoorbuurt · Tin · Vennik (deels) · Wateringskant · De Weel (deels) · De Weere · Westeinde  · Zandburen

Noord-Holland: Steden en dorpen    Nederland: Provincies · Gemeenten